# Капинус, Виталий Александрович
Вита́лий Алекса́ндрович Капинус (укр. Віталій Олександрович Капінус; 15 мая 1974, Днепропетровск, УССР, СССР) — украинский футболист, вратарь.

## Биография
Капинус является воспитанником днепропетровского училища олимпийского резерва (УОР). Первый тренер — Виталий Барсуков.
В 1992 году попал в «Металлург» из города Лутугино, команда выступала в любительском чемпионате Украины, в составе «Металлурга» Виталий провёл 3 матча. Летом 1993 года перешёл в луганское «Динамо». В составе команды во Второй лиге Украины дебютировал 30 августа 1993 года в домашнем матче против херсонского «Кристалла» (3:0), Капинус вышел на 83 минуте вместо Виктора Чучмана. Всего за «Динамо» он выступал на протяжении двух сезонов и сыграл 42 матчах чемпионата. В первом сезоне в команде он уступал место в основе Геннадию Черникову, в сезоне 1994/95 вместе с клубом стал бронзовым призёром Второй лиги.
Летом 1995 года перешёл в мариупольский «Металлург». Вместе с командой прошёл путь от Второй лиги до Высшей. В сезоне 1995/96 стал победителем Второй лиги, в следующем сезоне стал бронзовым призёром Первой лиги Украины и вышел вместе с «Металлургом» в Высшую лигу. В Высшей лиге дебютировал 9 июля 1997 года в домашнем матче против донецкого «Шахтёра» (0:5).
Летом 1998 года перешёл в луганскую «Зарю», которая выступала во Второй лиге. В команде провёл полгода и сыграл 12 матчах, в которых пропустил 6 мячей. Вторую половину сезона провёл в составе клуба «Одесса» и сыграл в 2 матчах. В 1999 году был в составе одесского «Черноморца-2», и сыграл в 8 матча и пропустил 13 мячей. После выступал в шымкентском «Синтезе» и сыграл в чемпионате Казахстана 2 матча. В 2000 году играл в любительской команде «Эллада-Энергия» из Луганска. В 2001 году в составе луганского «Шахтёра» стал победителем любительского чемпионата Украины. В сезоне 2002/03 «Шахтёр» выступал во Второй лиге и стал серебряным призёром турнира, уступив лишь луганской «Заре». Капинус в этом сезоне сыграл в 26 матчей и пропустил 15 мячей.
В 2003 году играл в свердловском «Шахтёре», в составе команды в любительском первенстве он провёл 2 матча. Вторую половину сезона 2003/04 провёл в «Авангарде-Интер» во Второй лиге и сыграл в 14 играх. Летом 2004 года перешёл в клуб «Молния» из Северодонецка и выступал за клуб на протяжении сезона 2004/05, Капинус сыграл в 21 матче. Следующий сезон 2005/06 провёл в составе ялтинского «Ялоса» во Второй лиге. Клуб просуществовал всего один сезон, в котором занял высокое 4 место, Капинус в команде был основным вратарём и провёл 25 матчей в которых пропустил 23 гола.
В 2006 году помог свердловскому «Шахтёру» выиграть любительский чемпионат и стать участником Второй лиги. В сезоне 2007/08 Капинус провёл 24 матча. Летом 2008 года перешёл в «Феникс-Ильичёвец» из Калинино, где главным тренером был Александр Гайдаш, знакомый Виталию по работе в «Ялосе». 31 августа 2008 года в выездном матче против «Крымтеплицы» (2:2), Капинус пропустил один из самых быстрых голов в истории мирового футбола, после удара с центра поля Романа Войнаровского на 3,5 секунде матча. В «Фениксе» Виталий Капинус провёл полгода и сыграл в 12 матчах, в которых пропустил 17 мячей.
В 2009 году выступал за мариупольский «Портовик», в составе команды стал финалистом Кубка Донецкой области. Позже он играл в чемпионате Луганска по мини-футболу.

## Достижения
- Бронзовый призёр Первой лиги Украины (1): 1996/97
- Победитель Второй лиги Украины (1): 1995/96
- Серебряный призёр Второй лиги Украины (1): 2002/03
- Бронзовый призёр Второй лиги Украины (1): 1994/95
- Победитель любительского чемпионата Украины (2): 2001, 2006